# 澤萊內 (哈爾科夫區)
50°13′24″N 36°34′58″E / 50.22333°N 36.58278°E
澤萊內（烏克蘭語：Зелене）是位於烏克蘭東部的村莊，由哈爾科夫州哈爾科夫區的利普齊市鎮負責管轄。該村始建於1725年，面積0.34平方公里，海拔高度133米，2001年人口73，人口密度每平方公里214.7人。
2022年俄羅斯入侵烏克蘭期間，當地被俄羅斯佔領。2022年哈爾科夫反攻期間，當地被烏克蘭收復。2024年5月13日，俄羅斯軍隊再度佔領當地。